# 预测市场
預測市場（也稱為預言性的市場，信息市場，決定市場，想法期貨，事件衍生工具或虛擬市場）。是以進行預測為目的而產生的一種投機市場。輸贏與某一特定事件（例如馬英九先生會勝出下任中華民國總統選舉嗎？），或者參數（例如明日的股市升跌）相綁定，從而決定最終能取得的金錢/物質價值。因此，某一特定事件當前的市場價值就等同於此事件會發生的可能性。例如, 人們認為馬英九先生勝出下任中華民國總統選舉的概率是75%，此指數的價值會是$75，如馬英九先生真的勝出，指數價值會升至$100，代表此事件已100%發生了。預測市場的以上特性，令其與赌博相比，莊家不能得到優勢。
透過低買高賣以獎勵能作出更佳市場預測的人，透過買高賣低來懲罰作出較差市場預測的人。迄今為止的證據表明，預測市場的預測結果不比預測相同事件的專業機構差。
許多預測市場是向公眾開放的。Betfair是世界上最大的預測市場，在2007年大約有二百八十萬美元交易。Intrade是一個盈利機構，擁有大量的不包括體育的合同。Iowa Electronic Markets是進行市場研究的學術機構，最高投注500美元。TradeSports是體育賽事的預測市場。The simExchange、Hollywood Stock Exchange、NewsFutures、Popular Science Predictions Exchange、Hubdub、The Industry Standard（專注科技方面的市場預測）和Foresight Exchange Prediction Market是透過虛擬貨幣進行市場交易。Bet2Give是一個預測市場慈善機構，用家透過真正的金錢交易，但最終所有的獎金都捐獻給慈善機構。

## 特點
預測市場有以下的優點：
1. 交易者的誘因越強，就會蒐集相關訊息，預測市場的準確度就越高。
2. 世界各地許多預測市場的實證資料（包括我們的初期研究）顯示，預測市場的準確度高於大多數的民意調查。
3. 交易者就是訊息蒐集者，不會有拒答的問題，所以預測價格就是事件發生的機率。
4. 預測市場幾乎可以全年無休、遍佈全球進行交易，交易價格的變化，具有很高的分析價值。
5. 預測市場可以一直進行到事件發生的前一刻，而民意調查卻難以達到此一目的。

## 運用
「預測市場」已經被廣泛應用在預測選舉結果、電影票房、運動比賽、產品銷售業績、專案進度、總體經濟指標、甚至國際政經風險變化等議題上。在許多國家都有選舉「預測市場」，包括奧地利、澳洲、加拿大、德國、荷蘭、美國及台灣等。最具知名度的「預測市場」是自1988 年就開始運作的美國愛荷華大學的「愛荷華電子市場」（Iowa Electronic Markets）。愛荷華大學商學院和醫學院在2007 年合作設立了「愛荷華健康預測市場」(Iowa Health Prediction Market)，預測流行病疫情（含禽流感）和疫苗效果。
有以運動比賽結果為主要預測目標的運動交易市場(Tradesports)，其主要是預測棒球、高爾夫球、賽車、美式足球、網球、足球等運動賽事的比賽結果。
好萊塢股票交易所(Hollywood Stock Exchange)  以電影票房作為預測標的，來預測不同電影在票房上的表現，好萊塢股票交易所以虛擬貨幣來進行交易。
在愛爾蘭的Intrade 預測市場成立於1999 年，其所發行的合約總類非常多元，包括了氣候、娛樂、金融、政治、科學、科技、社會、運輸以及法律等。其中，在氣候合約方面包含了預測颶風、氣候變遷與全球溫度。在娛樂議題方面包含了奧斯卡得獎預測。在金融方面則包含道瓊等股市指數預測、經濟數據、零售物品銷售、銀行破產數目預測。在法律方面則包含了美國大法官名單預測、網路賭博法案是否會通過的預測等。在政治方面則包含了美國總統大選、美國國會席次預測以及世界其他國政治預測。在社會方面則是預測美國所得稅稅率。在科技方面則預測搜尋引擎與瀏覽器的市場佔有率。在運輸方面則預測太空旅行可能性。比較特別的是該市場是目前世界上少數幾個使用真錢來進行交易的預測市場。
在民間企業方面，也有不少美國的大企業都利用企業內部的預測市場進行與財務、行銷、策略有關的預測，其中包括了惠普(HP)、雅虎(Yahoo)、微軟(Microsoft) 以及谷歌(Google)。這些大企業與學術界合作建構只開放給內部員工進行預測的內部預測市場，來預測產品研發、銷售預測、財務狀況等。
國際著名新聞媒體也設立了公開的預測市場網站，例如CNN 的政治市場(CNN Political Market)、《金融時報》(Financial Times) 的FT PRED$CT、《華爾街日報》(Wall Street Journal) 的政治市場(WSJ Political Market)。
在公共部門運用方面，美國國防部曾經計畫透過「預測市場」的機制來彙整情報部門對地緣政治風險的預測(geo-political risks)。